# Вечфня-Косьцельна (гмина)
Вечфня-Косьцельна (пол. Wieczfnia Kościelna) — сельская гмина (уезд) в Польше, входит как административная единица в Млавский повет, Мазовецкое воеводство. Население — 4188 человек (на 2004 год).

## Демография
| Перепись                       | Всего   | Всего | Женщины | Женщины | Мужчины | Мужчины |
| ------------------------------ | ------- | ----- | ------- | ------- | ------- | ------- |
| Единицы                        | человек | %     | человек | %       | человек | %       |
| Население                      | 4188    | 100   | 2069    | 49,4    | 2119    | 50,6    |
| Плотность населения (чел./км²) | 35      | 35    | 17,3    | 17,3    | 17,7    | 17,7    |

## Сельские округа
1. Бонки
2. Бонислав
3. Хмелевко
4. Хмелево-Вельке
5. Длугоконты
6. Гжебск
7. Гжибово
8. Гжибово-Капусник
9. Кобялки
10. Куклин
11. Куляны
12. Ленг
13. Михалиново
14. Унишки-Цегельня
15. Унишки-Гумовске
16. Унишки-Завадзке
17. Пеплово
18. Погожель
19. Вечфня-Косьцельна
20. Вечфня-Колёнья
21. Вонсоше
22. Виндыки
23. Заленже
24. Закшево-Вельке

## Поселения
1. Хмелево-Мале
2. Грондзик
3. Куляны-Колёне
4. Маряново
5. Пеплувек
6. Рукалы
7. Турово
8. Турувек
9. Закшево-Фрочки
10. Закшево-Ранки
11. Жаки
12. Жулинек

## Соседние гмины
1. Гмина Дзежгово
2. Гмина Илово-Осада
3. Гмина Яновец-Косьцельны
4. Млава
5. Гмина Шидлово